# ارمنی‌های اورشلیم

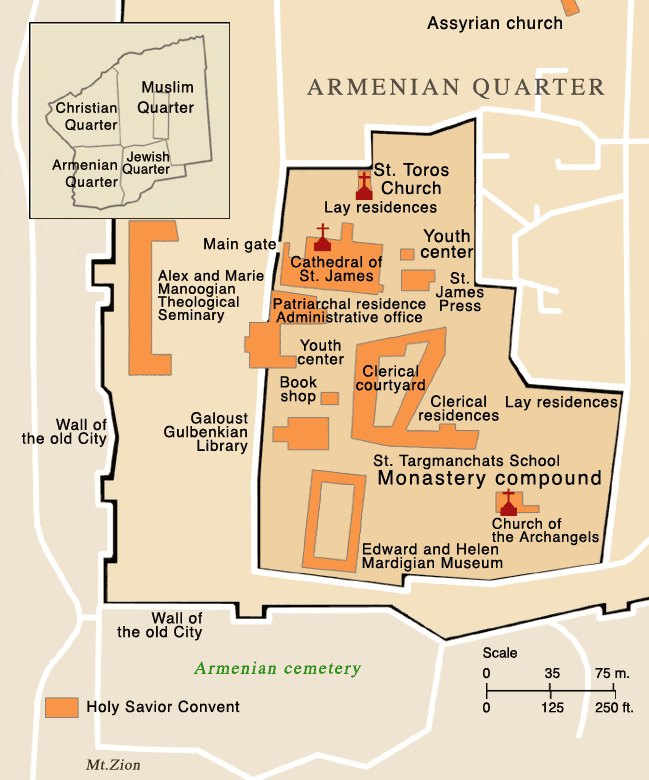
نقشه منطقه و موقعیت ارمنی‌نشین بیت‌المقدس را نشان می‌دهد

ارمنی‌های اورشلیم (ارمنی: Երուսաղեմի հայկական թաղամաս) یکی از چهار قوم ساکن در شهر قدیمی اورشلیم هستند. منطقه ارمنی‌ها، کوچک‌ترین منطقه اورشلیم است. در سال ۲۰۰۱ میلادی، حدود ۲۵۰۰ ارمنی در اورشلیم ساکن بوده‌اند که اکثر آن‌ها اطراف حوزه اسقف‌نشین کلیسای یعقوب مقدس ساکن هستند.

## تاریخ
ارمنیان به مدت بیش از چهار هزار سال در قسمت‌های امروزی ترکیه، بخش شمال غرب ایران و کوه‌های قفقاز سکونت داشته‌اند. اولین اشاره معروف که به ارمنیان به عمل آمده جایی نزدیک بیت‌المقدس است که در سال ۹۵ پیش از میلاد تحت حکومت تیگران دوم پادشاه ارمنستان به آن جا رسیدند.
ارتش ارمنی چندین شهر را در یهودیه تصرف کرد، و این در زمانی بود که یهودیان برای تجارت با ارمنستان در آن سرزمین دور دست اقامت گزیدند و برخی از ارمنی‌ها نیز برای آشنایی با سرزمین‌های اطراف بیت‌المقدس به آنجا مسافرت می‌نمودند. متعاقب تخریب بیت‌المقدس در سال ۷۰ بعد از میلاد، رومی‌ها به جای تجار، صنعتگران، سپاهیان و فرمانداران دولتی ارمنی به بیت‌المقدس وارد شدند و این درست مقارن با زمانی بود که تادئوس و بارتولمیوس که هر دو از حواریون مسیح بودند برای موعظه به ارمنیان و جامعه کوچک یهودی آنجا وارد ارمنستان شدند.

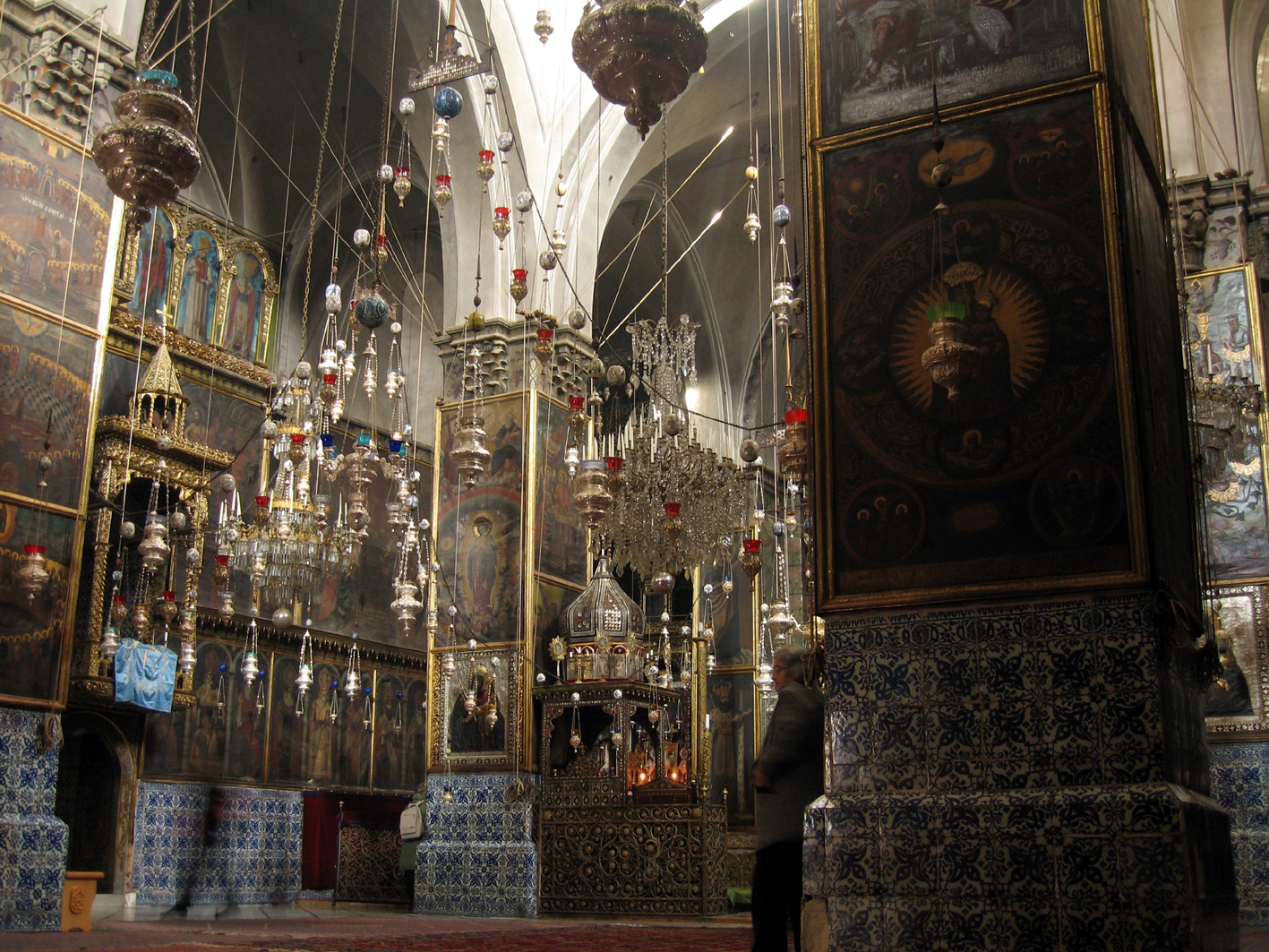
کلیسای یعقوب مقدس

پس از این مسیحیت در سطح وسیعی در میان خانواده سلطنتی ارمنستان گسترش یافت. در ۳۰۱ میلادی ارمنیان تحت پادشاهی تیرداد سوم ارمنستان، دولتی مسیحی تشکیل دادند که اولین کشور مسیحی از لحاظ تاریخی است. در طی این دوره اعتقاد بر این است که زیارت کنندگان ارمنی همواره راهشان را به سمت اماکن زیارتی مسیحی در بیت‌المقدس هموار می‌کردند همچنین تاریخ مردمی ارمنی می‌گوید که ارمنی‌ها خانه‌ای بر فراز کوه صهیون ساختند که از آن به عنوان کلیسا استفاده شد بنابراین محله ارمنی‌ها در نزدیک کوه صهیون شد و کلیسای جامع یعقوب مقدس بعداً در آن محله ساخته شد.
از زمان فرمان میلان در ۳۱۳ میلادی مسیحیت دین رسمی امپراتوری روم شد. از این زمان به بعد برای ارمنیان مسیحی اقامت و ساختن خانه در بیت‌المقدس آسان‌تر شد. سنت هلنا از ۳۲۶ میلادی به سرزمین مقدس آمده و شروع به کاویدن اماکن مقدسه از جمله جلجتا، تولد عیسی در بیت‌لحم و محل تولد مریم را نمود.
در این زمان کلیسای مقبره مقدس ساخته شد. بین قرون چهارم و پنجم ارمنی‌ها هفده کلیسا در سراسر بیت‌المقدس ساختند با وجود این برخی از آن‌ها در بیت‌المقدس ممکن است مورد مناظره باشند. از سده ششم اسقف‌های ارمنی در بیت‌المقدس در اطراف مونت سیون ساکن شدند زیرا جامعه مهمی از ارمنیان در بیت‌المقدس وجود داشت و اینکه این جامعه به‌طور دائمی در محلی خاص اقامت گزیده بود.
اختراع الفبای ارمنی در ۴۰۵ میلادی قطعاً به جامعه ارمنی اجازه داد گزارش خود را به زبان مادری ثبت کند. این الفبا باعث تولید بیش از چهار هزار دست نوشت قدیمی شد که از سوی ارمنی‌ها در «کلیسای توروس مقدس» نزدیک «کلیسای یعقوب مقدس» نگهداری می‌شوند. در سده نوزدهم هنگامی که زمین دیر روسی در کوه الیوز کاوش شد شش موزائیک با نگاشته‌های ارمنی آشکار شدند که گواهی به حضور ارمنیان در آنجا و در آن دوره می‌دهند.
یکی از دلائل اصلی وجود یک محله ارمنی در این شهر مذهب و ملیت ارمنیان است. ارمنیان به‌رغم اکثریت مسیحیان فلسطین، عرب نیستند بلکه از لحاظ تابعیت و دینی ارمنی هستند. دلیل تابعیتشان احتیاج به قبول این گفته ندارد که آن‌ها گروهی که یک دست باقی مانده‌اند و در طی سال‌ها به ازدواج درون گروهی پرداخته و فرهنگ اصیل خود را نگه داشته‌اند.

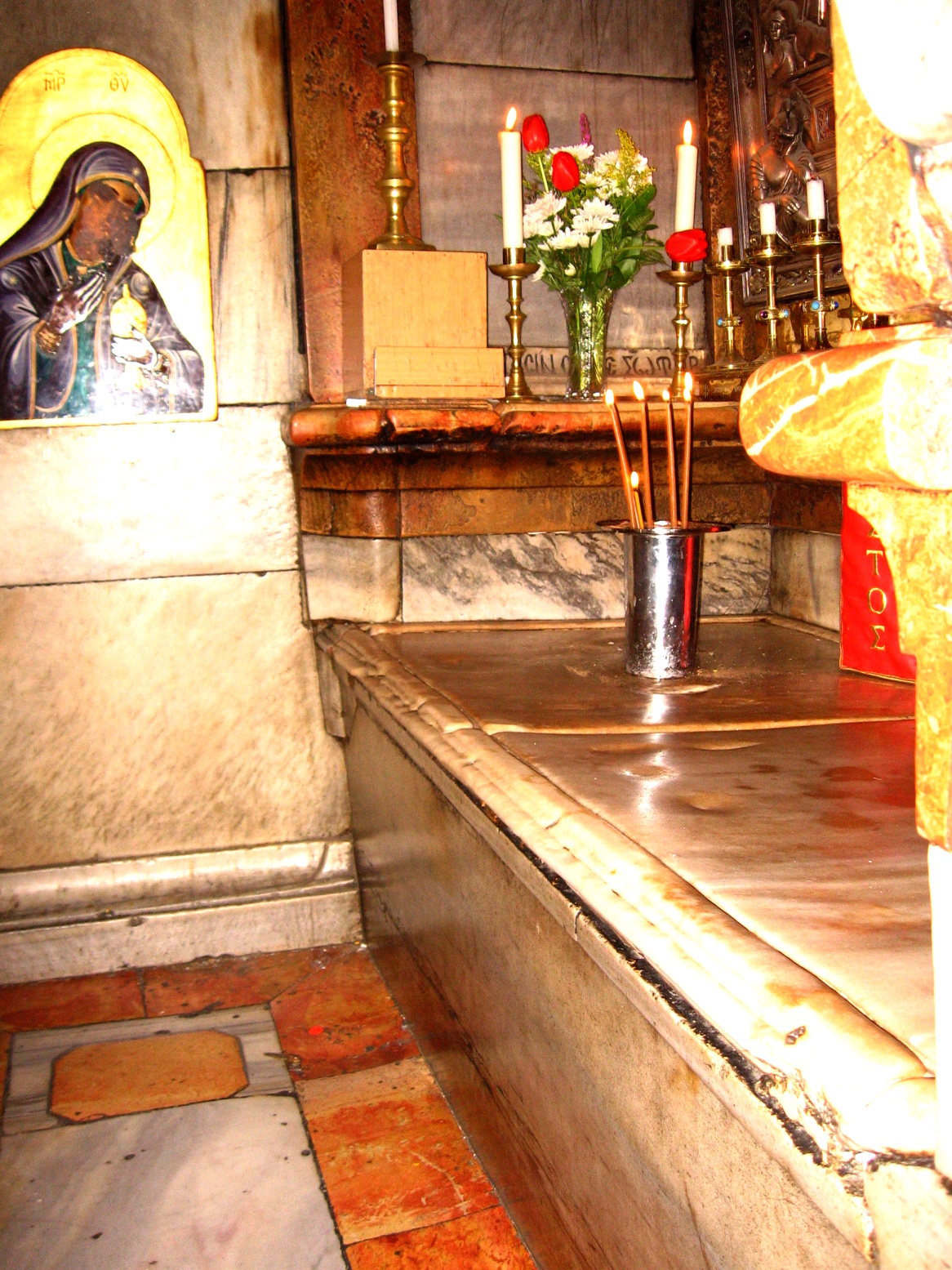
تصویری از مقبره منتسب به عیسی مسیح در کلیسای مقبره مقدس.

دلیل توسعه کلیسای مجزای ارمنی اندکی پیچیده‌تر است. در زمانی که ارمنیان به مسیحیت گرویدند تنها یک کلیسا وجود داشت؛ ولیکن در ۴۳۱ میلادی سومین شورای کلیسایی در افسوس کلیساهای نسطوریان (امروزه آشوری‌ها و کلدانیان) را از باقی مسیحیان جدا نمود. سپس در ۴۵۱ میلادی چهارمین شورای کلیسایی مسیحیت را مجدداً این دفعه بین تک‌طبیعت گرایی ها و دیوفیزیست‌ها جدا نمود. به موجب این جدایی کلیسای ارمنی به کلیساهای سوری، ارتدوکس قبطی و اتیوپی در جنبش تک‌طبیعت گرایی پیوست و کلیسای بیزانسی ارتدوکس (ارتدوکس یونانی، ارتدوکس روسی و غیره) دیوفیزیست شده بود. این جدایی در ۱۰۵۴ برای کلیسای کاتولیک لاتین و ارتدوکس شرقی اتفاق افتاد. با نهضت اصلاح مذهبی در سده شانزدهم میلادی شکاف در کلیسای کاتولیک لاتین نیز ایجاد شد.
ژوستینین یکم کلیساهای تک‌طبیعت گرایی را آزار می‌داد و ارمنیان خود را حمایت‌کننده از سوی کلیساهای اتیوپی، سوری و قبطی قراردادند و پاتریارک‌نشین ارمنی در بیت‌المقدس حالت رهبری به خود گرفت؛ بنابراین از ۴۵۱ میلادی کلیسای ارمنی از دیگر کلیساهای مسیحی جدا شد. این حقیقت وجود دارد که انشعابات و کشمکش‌های عمده‌ای بین مسیحیان در دوران عثمانی و صلیبی به وقوع پیوست.

## فتح مسلمانان (۱۰۹۹ – ۶۳۸)
فتح بیت‌المقدس از سوی مسلمانان در ۶۱۴ میلادی مورد استقبال ارمنیان قرار گرفت زیرا آن‌ها این فتح را راهی برای بازگرداندن اموال ضبط شده و آزادی ممنوعیت ورود به شهر از سوی امپراتور ژوستینین می‌دانستند. ارمنی‌ها در این زمان تابع پیمان عمر شده بودند. آن‌ها مالیات ثابتی به عنوان جزیه می‌پرداختند و اجازه ساختن هیچ ساختمان مسیحی جدیدی را نداشتند.
ارمنی‌ها تحت حکومت سلسله‌های مسلمانان بین ۶۳۸ تا ۱۰۹۹ یعنی تا هنگام شروع جنگ‌های صلیبی در این شهر زندگی کردند. خلیفه امویه که در دمشق مستقر شده بودند جای خود را به خلافت عباسیان دادند که در بغداد مستقر بودند سپس نوبت به سلطنت خلافت فاطمیان در ۹۶۹ میلادی می‌رسد و سرانجام سلجوقیان این شهر را در ۱۰۷۱ میلادی غارت نمودند.

## جنگهای صلیبی
در سال ۱۰۰۹ میلادی حاکم بأمرالله «کلیسای مقبره مقدس» را ویران کرد و این اقدام به روشن شدن جرقه جنگ‌های صلیبی کمک نمود. پاپ اوربان دوم مسیحیان سراسر اروپا را به اتحاد با هم و بیرون راندن سلجوق‌ها که مسیحیانی را که سعی در زندگی و زیارت شهر را داشتند به ستوه آورده بودند از سرزمین مقدس فراخواند. فراخوان پاپ، مسیحیان را جذب کرده و صلیبیون را از بالکان گرفته تا امپراتوری رم به شدت مسلح نمود و حتی پادشاهی ارمنی کیلیکیه را مصمم به راهی شدن به سوی بیت‌المقدس نمود.
گر چه صلیبیون کاتولیک هم مذهبی‌هایشان را حذف نکرده بودند ولی فرمانی ارائه دادند که به موجب آن بیت‌المقدس یک سرزمین لاتین خواهد بود. در این زمان ارمنیان مقدار زیادی زمین در منطقه ارمنی‌نشین به دست آوردند و در ۱۱۶۵ ساختمان «کلیسای جامع یعقوب مقدس» را که تبدیل به مهم‌ترین ساختمان شهر شد تمام کردند که تا امروز نیز باقی‌مانده‌است. این در زمانی بود که ساختمان جدید «کلیسای مقبره مقدس» ساخته شد.
محله ارمنی‌نشین، خود در اطراف کلیسای یعقوب مقدس تمرکز یافت و در اطراف آن که یک محله مسیحی مقدس شده بود به خانه سازی پرداختند. امروزه تنها بخش جنوبی این ناحیه که به‌طور فعال از سوی ارمنی‌ها اسکان یافته‌است به عنوان محله ارمنی‌نشین توصیف می‌شود. در طی این زمان، محله توسط کلیساهای غیرارمنی پر شد که شامل کلیسای تومای مقدس در بخش جنوبی، کلیسای یونانی در بخش شمالی در منتهی‌الیه کناره شمالی خیابان داوید و کلیسای مرقس مقدس که امروزه هم‌مرز با محله یهودی‌نشین است می‌شد. به عنوان یک وصیت‌نامه برای استواری جامعه ارمنی تنها کلیسای باقی‌مانده در دستان مالکان تا به امروز مجموعه کلیسای جامع یعقوب مقدس است. اکثر کلیساهای دوره صلیبیون اکنون تبدیل به مسجد، خانه یا تبدیل به مجموعه‌های دیگر مسیحی شده‌اند. در این زمان ارمنی‌ها برای مدت کوتاهی کلیسای ملی خود را در بیت‌لحم به دست آوردند.
این را باید ذکر کرد که ارمنیان خود ثابت نمودند که به خاطر عدم خصومت در جنگ‌ها علیه نیروهای مسلمان بیشتر مورد استقبال بودند. صلیبیون، کاتولیک بودند و همچنین مسلمانان با نیروی ارتدوکس بیزانسی و وارث آن‌ها یعنی روس‌ها نیز می‌جنگیدند به این معنی که مسلمانان نسبت به منافع کاتولیک‌ها و ارتدوکس‌ها در بیت‌المقدس بد بین بودند ولیکن ارمنیان دارای خودمختاری بودند. میلیون‌ها ارمنی در شرق آسیای صغیر زندگی می‌کردند که هیچ مبارزه سیاسی نظامی علیه ممالیک مسلمان یا عثمانی‌ها به عمل نیاوردند.

## دوران ممالیک (۱۵۱۷ – ۱۲۶۰)
ورود ارتش ممالیک در ۱۲۶۰ که جایگزین دوران کوتاه حکومت ایوبیان شد تأثیر کمی بر ارمنیان داشت ولی تأثیر عمیقی بر جوامع مسیحی گذاشت، زیرا آن‌ها را دارای روحیه جنگ جویی صلیبی در نظر می‌گرفتند.
سارکیس، پاتریارک ارمنیان (۱۳۱۳ – ۱۲۸۱) با حاکم ممالیک ملاقات کرده و به امید برقراری دوره‌ای از صلح بعد از آشوب صلیبیون. در آن زمان ارمنیان دارای جامعه مهمی در مصر بودند و این زمانی بود که پاتریارک ارمنی گاه به گاه به قاهره مسافرت نموده و با حکام ممالیک و نمایندگانشان ملاقات می‌نمود. نتیجه این ملاقات‌ها این شد که ارمنیان در سال ۱۳۴۰ موفق به کشیدن دیوار دور محله خود شدند. این علامت مهمی بود که حکام ممالیک این محله را تهدیدی علیه خود حساب نمی‌کردند و این دیوار عمودی هم روشی برای تأمین و جلوگیری از بازگشت صلیبیون بود. حکومت ممالیک همچنین اعلامیه زیر را در قسمت غربی ورودی محله حک نمود:
دستور رئیس ما سلطان جغمق که پیمان مالیات‌هایی که اخیراً از سوی حکام محلی وضع شده و برای پرداخت آن از سوی ارمنیان محله در نظر گرفته شده بود لغو شده، و این لغو در ۸۵۴ قمری (مطابق با ۱۴۵۱ میلادی) در کتاب افتخارات ثبت شود. هر شخصی که دوباره مالیات را بر این محله وضع یا تجدید کند دوزخی و فرزند شیطان بوده و نفرین خدا بر او خواهد بود.
محله ارمنیان در این زمان توسعه کم ولی پایدار و مستحکم خود را حفظ نمود.
در سال ۱۳۸۰ میلادی گریگور چهارم پاتریارک ارمنیان یک اتاق نهارخوری را در عرض کلیسای جامع یعقوب مقدس برای کشیشان ساخت. در حدود سال ۱۴۱۵ باغستان زیتون نزدیک باغ جتسیمانی خریده شد اما دست یابی بر آن امکان‌پذیر نشد، زیرا در ۱۴۳۹ میلادی ارمنی‌ها از جلجتا انتقال داده شدند اما پاتریارک ماردیروس (۱۴۵۰ – ۱۴۱۲) ناحیه روبروی آن را خریده و نام آن را جلجتای دوم گذاشت. این منطقه تا به امروز جزء اموال پاتریارک ارمنی باقی‌مانده‌است. در همان دوران در ۱۳۱۱ میلادی اولین پاتریارک ارمنی منصوب شد. این پاتریارک سایر پاتریارک‌ها را در ارمنستان به همراه دو پاتریارک عالی (یکی در لبنان، سوریه و قبرس و دیگری در بیت‌المقدس) به همراه عالی‌ترین سمت‌ها در کلیسا تقویت نمود.

## دوران عثمانیها (۱۹۱۷ – ۱۵۱۷)
بیت‌المقدس تحت حکومت عثمانی تبدیل به شهری بین‌المللی شده بود که از لحاظ مذهبی تا حدی خوب عمل می‌کرد اما حکومت عثمانی به نوعی ورای اختلافات مذهبی بین کلیساهای مسیحی رقیب مذاهب عمل می‌کرد.
مهم‌ترین چهره شهر در این زمان افزایش جمعیت محله ارمنی‌نشین و کوشش برای کنترل این شهر مقدس است. جزیه یا گزارش مالیاتی عثمانی در سال ۱۵۶۲ و ۱۶۹۰ دقیق‌ترین گزارش هستند، زیرا آن‌ها به‌طور بالفعل جمعیت این سال‌ها را دقیق‌تر منعکس می‌کنند تا اینکه از روش‌های گزارش مالیاتی سابق استفاده می‌کردند.

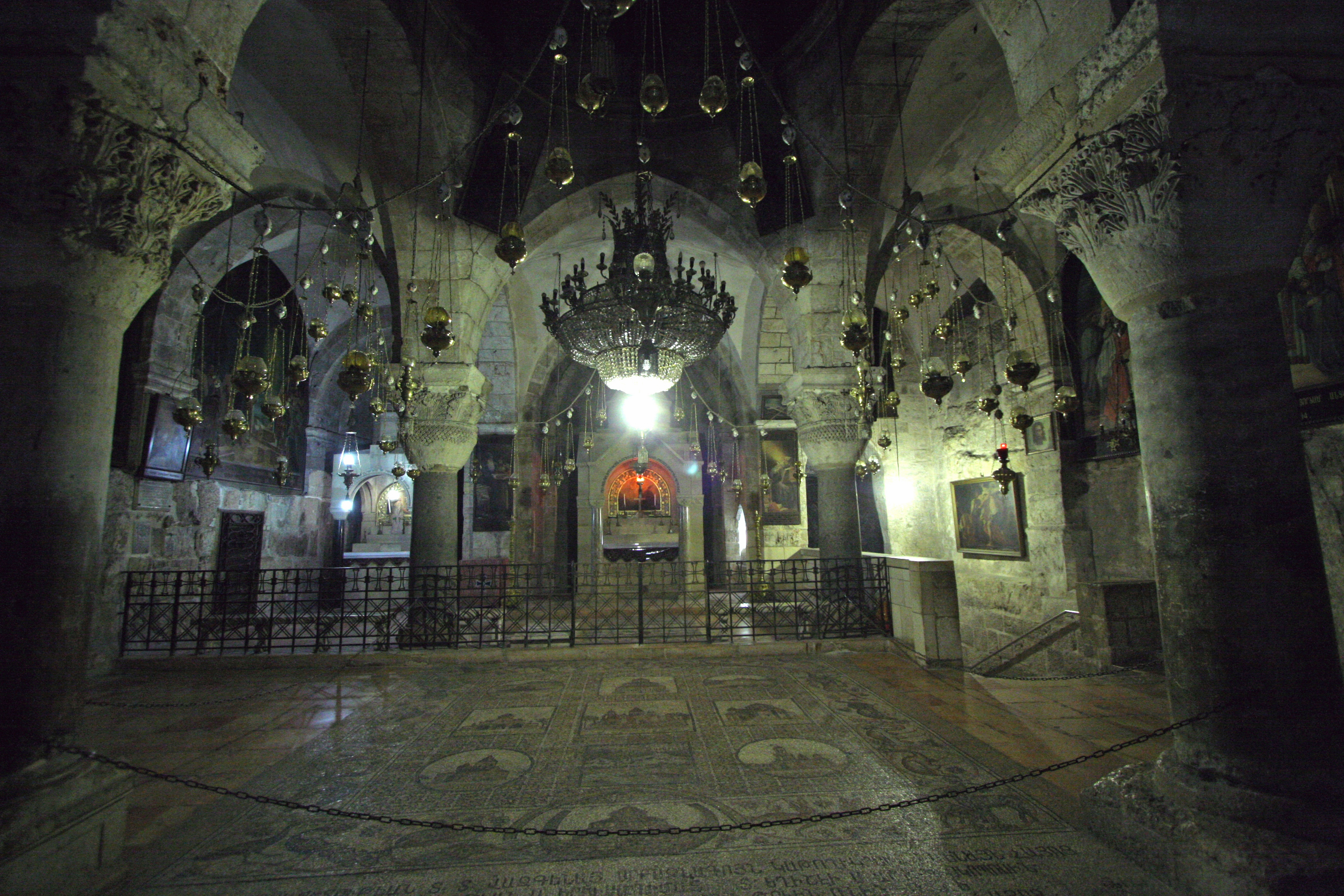
کلیسای ارمنی، چاپل سنت هلنا

بیشتر امور بر اساس این گزارش‌ها صورت می‌گرفت زیرا این‌ها در اصل تنها افراد بالغ غیرمسلمان را که راهب یا روحانی تمام وقت نبودند در بر می‌گرفت. بین سال‌های ۱۵۶۲ تا ۱۵۶۳ تنها ۱۸۹ ارمنی شمارش شده‌اند که در سال ۱۶۹۰ به ۶۴۰ نفر رسیده‌اند یعنی رشدی ۲۳۹ درصدی داشته‌اند. برخی این جهش جمعیتی را حمل بر روند توسعه شهرسازی از سوی ارمنیان و به ویژه سایر مسیحیان می‌دانند؛ بنابراین مسیحیان در سال ۱۶۹۰ بیست و دو و نه دهم درصد جمعیت بیت‌المقدس را دربرگرفته و دومین جامعه بزرگ مسیحی شهر را تشکیل می‌دادند.
در این زمان کلیه ارمنی‌ها در حرفه‌ها و صنایع و تعداد کمتری نیز در تجارت و خدمات به کار گماشته شدند. این را نیز باید خاطرنشان ساخت که، ارمنی‌ها ای که منحصراً مشغول به فعالیت‌های مذهبی بودند از این گزارش‌ها به دلیل ماهیت کاملاً روحانی کارشان مستثنی می‌شدند. وضعیت اقتصادی ارمنی‌ها در طبقه متوسط قرار داشت، این وضعیت مالی به شدت از طریق کمک‌های مالی ارمنیان حمایت می‌شد. این امر قطعاً دلیل دیگری بر توانایی این جامعه در توسعه و کنترل محله خود بوده‌است در ضمن سایر جوامع مسیحی در این زمان در نواحی تاریخی اطراف کلیسای مقبره مقدس زندگی می‌کردند.
خارج از محله ارمنی‌نشین در قسمت مسکونی در همسایگی کلیسای جامع یعقوب مقدس، ارمنی‌ها برای کنترل کلیسای مقبره مقدس رقابت می‌کردند. ارمنی‌ها به عنوان دومین سهامدار بزرگ کلیسا در این شهر توصیف شده‌اند و ارتدوکس‌های یونانی بزرگ‌ترین سهامدار هستند. ارمنی‌ها چاپل سنت هلنا، چاپل یوحنای قدیس و نیز طبقه دوم بالای ورودی آن را در کنترل خود داشتند. این کلیسا خود بعداً بین ارمنیان، ارتدوکس یونانی و فرقه فرانسیسکن تقسیم شد.

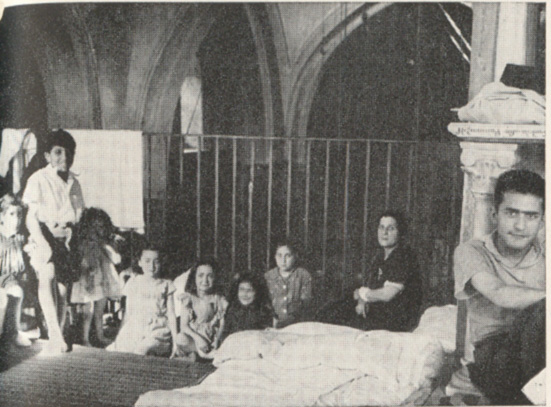
پناهندگان ارمنی از غرب بیت‌المقدس در کلیسای سنت جیمز، مه ۱۹۴۸

به دنبال پیمان کارلویتز، امپراتوری عثمانی به مرد ضعیف اروپا تبدیل شد و مسئله شهرهای مقدس از یک مسئله داخلی عثمانی به دیپلماسی خارجی آن تبدیل شد. این امر عدم تفوق و برتری عمده‌ای را به اثبات می‌رساند، زیرا ارمنستان غربی از سوی عثمانی‌ها و سپس در سال ۱۸۲۸ بخش شرقی آن از سوی امپراتوری روسیه اشغال شد. اکثر کلیساهای دیگر دارای ملت‌های حامی بودند، نظیر فرانسوی‌ها که حامی کلیساهای کاتولیک بودند و روس‌ها که حامی کلیسای ارتدوکس بودند در حالی که ارمنیان خود را در میان ملل بزرگ مسیحی تنها دیدند. متعاقب آن ضعیف شدن کلیساهای قبطی مصری و کلیساهای اتیوپی که در شهر بودند نیز قسمتی از این رشته حوادث بود که کلیساهای تک‌طبیعت گرایی را از حمایت و پشتیبانی دولت‌های قدرتمند محروم می‌ساخت.
برخلاف این مشکلات ارمنیان به‌طور حساس و سرسختانه بر محله خود پافشاری نمودند. رفتار مسیحیان در بیت‌المقدس همیشه هم خوب و مودبانه نبوده‌است. برای نمونه شکایت‌هایی مبتنی بر بازرسی‌هایی از سوی مقامات رسمی عثمانی به عمل می‌آمد که به شهرهای مقدس و به ویژه کلیسای مقبره مقدس آمده و می‌گفتند که شما بر تعداد دیرها و کلیساها افزوده‌اید. در این اماکن یا در جوار آن‌ها مساجدی هستند؛ بنابراین باید به ما باج بپردازید در غیر این صورت ما بازرسی‌ها را انجام داده و علیه شما گزارش تهیه خواهیم کرد.
این‌ها تهدیدات بیهوده‌ای برای کلیساها و کنیسه‌هایی که تصرف شده و قسمتی از آن‌ها متلاشی شده یا به آن‌ها خسارت وارد شده بود، و مردم شکایت می‌کردند که غیرمسلمان، مکان‌های جدید می‌سازند. برای مسلمانان پیدا کردن مکان‌های مقدس نزدیک ساختمان‌های غیرمسلمانان و ساختن مساجد حتی الامکان نزدیک آن‌ها رویه‌ای عمومی شده بود. بعداً مسلمانان به راحتی مدعی می‌شدند که کلیسا به‌طور غیرمجاز کنار مسجد ساخته شده‌است. با این وجود، گر چه کلیساهای ارمنی ممکن بود متحمل این وضعیت بشوند ولی محله ارمنی‌نشین به همان نحو از حاشیه پردازی نسبت به غیرمسلمانان مصون ماند زیرا آن‌ها همگی در محله ارمنی‌نشین واقع شده بود طوری‌که امکان این ادعا که در آنجا نیاز به ساخت مسجد است به‌طور ناگهانی وجود نداشت.
در این زمان کشمکش‌های درون کلیسای ارمنی، پاتریارک‌نشین ارمنی را سیاسی کرده بود. کافی است این را گفت که پاتریارک‌نشین ارمنی به خاطر نزدیکی به اماکن مقدس و جدایی از اجتماع اصلی ارمنی، نقش مهمی را در جدایی که بر رهبران ارمنی قسطنطنیه و اچمیادزین اثر گذاشت داشته‌است.
به‌ویژه اسقف یغیازار پاتریارک‌نشین بیت‌المقدس در سال ۱۶۴۴ خود را جاثلیق (رهبر) کلیسای ارمنی اعلام کرد به تدریج از میزان این نوع از کشمکش‌ها در درون کلیسای ارمنی هنگامی که آن‌ها کشمکش‌های مشابهی را با کلیسای ارتدوکس یونانی و اماکن مقدسه داشتند کاسته شد.

## کشمکش بر سر اماکن مقدسه
کشمکش‌ها بر سر اماکن مقدسه خود بر ساختمان این اماکن اثر گذاشت زیرا کلیه این کلیساها در خصوص تقسیم هزینه‌های بازسازی و اصلاح مورد بحث بودند. با این حال ارمنیان و ارتدوکس‌های یونانی در دادگاه‌های عثمانی علیه هم جنگی را بر سر کنترل آئین‌های پرستشی و مالکیت بر کلیسای مقبره مقدس و کلیسای مهد در طی سده هفدهم آغاز نمودند. نتیجه عمده این شد که کلیسای ارمنی هر گونه شانسی را برای به دست آوردن قدرت سابقش بر ساختمان‌های اتیوپیایی در مقبره مقدس شامل دیر ابراهیم مقدس، چاپل دریژن و چاپل زندان مسیح را از دست داد. مصالحات امروزی بر سر هزینه‌های بازسازی به اواسط سده هفدهم هنگامی که دادگاه‌های عثمانی تقریباً سعی در دسته‌بندی تعارضات بین کلیسای ارتدوکس یونانی و ارمنیان و کاتولیک‌های فرانسیسکن کردند برمی گردد.

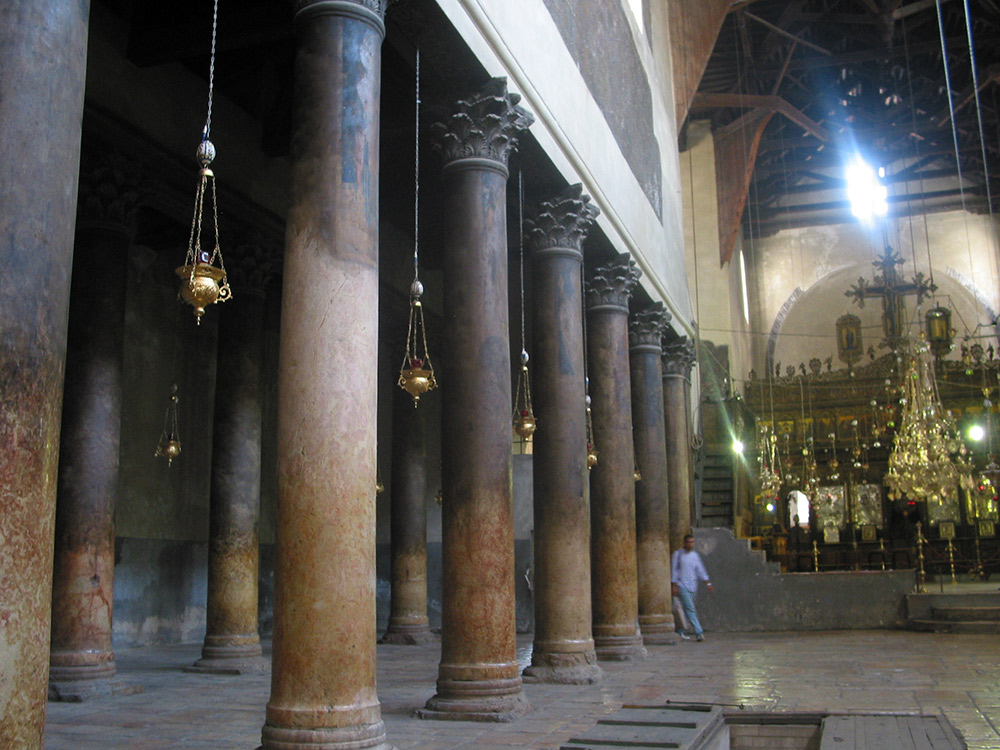
کلیسای مهد

از زمان تضعیف امپراتوری عثمانی مسائلی که ارمنی‌های بیت‌المقدس با آن مواجه بودند بدون تغییر باقی ماند. یکی از امور مربوط به آمد و رفت زیارت کنندگان به بیت‌المقدس بود. همان واقفی که امروزه متولی اماکن مقدس مسلمین است متصدی اخذ مالیات از مسیحیان در طی دوران عثمانی بود. از آن جایی که ساختمان‌های مسیحی حق توسعه نداشتند و نیز به علت بدرفتاری مأموران مالیاتی از تعداد زیارت کنندگان کاسته شد. با کاهش زیارت کنندگان وقف (مقدار زیادی پول) از دست دادند متعاقباً مسیحیان توضیح دادند که در صورت اجازه توسعه و بازسازی این اماکن، زیارت کنندگان ممکن است تشویق به بازگشت شوند.
بنابراین در سده هفدهم ارمنیان بعد از دفاعیات زیاد اجازه توسعه دیر یعقوب مقدس را یافتند. در این زمان پاتریارک ارمنی‌ها هوانس هفتم قسمت وسیعی از زمین جنوبی کلیسای جامع یعقوب مقدس را که شم طاق نام داشت خرید. مسئله دیگر این بود که در ناحیه مسکونی ارمنی‌نشین، زمین‌های خریداری شده از سوی آن‌ها فرسوده شده بود بنابراین آن‌ها نیز بازسازی شدند. این به خاطر این رسم اسلامی بود که به مسلمین اجازه بازخرید ملک فروخته شده تا سه نسل را می‌داد؛ بنابراین ارمنیان پی بردند که اموال خریداری شده در سده هفتم، در سده هشتم از سوی اولاد فروشندگان بازخرید شده‌است. این رسم پیش دستی در خرید املاک منسوخ گشت تا از ادعای نسل‌های بعدی بر آن اموال خودداری کند. در ۱۷۵۲ هاکوب نالیان شروع به اصلاح کل محله نمود و در ۱۸۲۸ اصلاحات بیشتری صورت گرفت. بعد از یک زمین‌لرزه در ۱۸۵۸ ساختمان علوم دینی در منت‌های جنوبی دیر یعقوب مقدس بازسازی شد.
تغییرات دیگر در محله در این دوره دیوارهای بنای باشکوه سلیمان یکم را دربر می‌گرفت؛ که در ۱۵۲۷ تمام شد این دیوارها همراه با دیوارهای داخلی ساخته شده از سوی ارمنیان به عنوان زمین محله تعیین شدند. دوران عثمانی‌ها آنچه را که وضع موجود خوانده می‌شود برای بیت‌المقدس به وجود آورد.
این بدین معنا است که برخی از اوضاع اماکن مقدسه حفظ شده و این اوضاع دائمی یا حداقل به عنوان یک روش حفظ شدند. شهر به چهار محله تقسیم شده بود کوه معبد یک مکان اسلامی مقدس شده بود و کلیسای مقبره مقدس به همراه سایر اماکن مسیحی تعلقشان به دنیای مسیحیت در نظر گرفته شدند. برخلاف مباحثات بر سر کنترل این اماکن، وضع موجود از سده هفدهم تاکنون باقی‌مانده‌است.
در آغاز سال ۱۸۳۱ حدود ۹۰۰۰ نفر از سوی محمدعلی پاشا و ارتش مصریش مستقر شدند و از تعداد جامعه ارمنی در شهر به خاطر فقر و غفلت عثمانی‌ها کم شد. منابع متعددی حکایت از ماهیت منحصر به فرد محله ارمنی در این زمان دارد با زبان و قومیت و فرهنگ مجزای خود که هویت و وحدت خود را در برابر اعراب و عثمانی‌ها حفظ کرده بود.
ارمنی‌های منطقه جدیدی را با امید زیاد به دست گرفتند. جماعت ارمنیان پراکنده در سراسر اروپا و آمریکا گسترده‌است و این به آن‌ها امکان توانگری دوباره را می‌دهد. وضعیت آن‌ها به عنوان صنعتگران و تجار و پراکندگی آنان به آن‌ها اجازه می‌دهد که در تجارت و مشاغل بین‌الملل به برتری دست یابند.

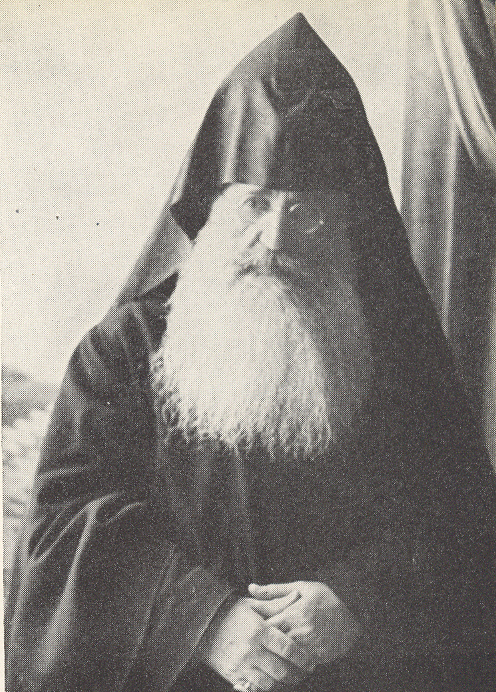
پاتریارک ایسرائیلیان

مرد نفتی گالوست گلبنکیان به خاطر معاملاتش در محله ارمنی‌ها به " آقای پنج درصد " معروف است. امروزه او یکی از بزرگ‌ترین مجموعه‌های دست نوشته‌های تاریخی ارمنی را که در برگیرنده رونوشت‌های بی حدی از فرمان‌های عثمانی است که به محله ارمنی‌ها حق محافظت و حقوق، بر اساس حقوق مسلمین را اعطا می‌نمود در دست دارد. در ۱۸۳۳ ارمنیان اولین دستگاه چاپ را دایر نموده و یک مدرسه علوم دینی افتتاح کردند.
در ۱۸۶۶ ارمنیان اولین استادیوی عکاسی و نخستین روزنامه خود را دایر نمودند. در ۱۹۰۸ جامعه ارمنی دو ساختمان بزرگ در کناره جنوب غربی بخش قدیمی شهر در عرض خیابان جافا ساختند. در ۱۸۰۵ ارمنی‌های بیت‌المقدس ۸۴۰ نفر بودند که دو و هفت دهم درصد مسیحیان شهر را شامل می‌شدند.
با وقوع جنگ جهانی اول ارمنیان خود را از منابع حمایت قدرت‌های غربی محروم دیدند. در ۱۹۱۵ به این بهانه که ارمنیان هم پیمان روس‌ها بودند ترکان جوان دستور اخراج کلیه آن‌ها را از ارمنستان واقع در شمال شرقی ترکیه را دادند و این امر بهانه‌ای برای نسل‌کشی ارمنی‌ها شد. در ضمن شوروی‌ها نیز به سمت اولین جمهوری ارمنستان پیشروی نموده و این منطقه را به اتحاد جماهیر شوروی سوسیالیستی ملحق نمودند.
ارمنیان ممکن بود در جنبش‌های کمونیسم نفوذ داشته باشند، ولی هیچ کمکی را به ارمنی‌های مذهبی بیت‌المقدس ارائه نمی‌داد؛ بنابراین پاتریارک‌نشین بیت‌المقدس، تنها و یک کلیسای بدون وطن در نظر گرفته می‌شد. سپس یک روز در پایان عید حنوکا در دسامبر ۱۹۱۷ پرچم متحد خارج از شهر قدیمی به احتزاز درآمده و ترک‌ها از این منطقه تحت نفوذ بریتانیا فرار کرده و ژنرال ادموند آلنبی وارد شهر شد. برای اولین بار پس از تقریباً هشتصد سال یک قدرت مسیحی به شهر بازگشت. متأسفانه برای ارمنی‌ها این وضعیت نهایی نبود و آن‌ها هشتاد سال دیگر صبر کردند تا یک ارمنستان مستقل در کلیسای ارمنی این شهر بتواند نقشی را ایفا کند.

## دوران حاکمیت انگلیسی‌ها (۱۹۴۸ – ۱۹۱۷)
مقامات بریتانیایی با سال‌ها تجارب استعماری و برخلاف اعلامیه بالفور که احتیاج برای ایجاد سرزمین یهود را اعلام می‌کرد توانستند وضع موجود را حفظ کنند. بریتانیا به وضع موجود به عنوان راهنمایی و حفاظت از چهار قسمت قدیمی شهر از ۱۸۵۲ نگاه می‌کرد به همان نحو نیز اجازه یک برنامه بزرگ ساختمان‌سازی خارج از دیوارهای شهر را داد.
در سال ۱۹۲۲ میلادی جمعیت ارمنی‌ها به ۲۴۸۰ نفر رسید که هشت درصد جمعیت مسیحیان شهر را تشکیل می‌دادند. این را نیز باید توجه داشت که هیچ‌کدام از ارمنیان در حمایت از محوطه دیوار کشیده ارمنی احساس راحتی نمی‌کرد. با وجود این حوادث بعدی باعث انتقال سریع آن‌ها به خارج شهر شد و تیرگی جنگ جهانی دوم به این وضع اضافه شده و محله ارمنی‌نشین را کمی تغییر داد. ویرانی ایجاد شده ناشی از قتل‌عام ارمنیان باعث از دست رفتن پشتیبانی پاتریارک‌نشین ارمنی شهر شد که از سوی جامعه ثروتمند دیاسپورای ارمنی حمایت می‌شد. در طی این زمان محله بازسازی شد اما جوامع گوناگون مسیحی نتوانستند بر سر بازسازی کلیسای مقبره مقدس با هم به توافق برسند.

## جنگ اعراب و اسرائیل ۱۹۴۸
در ۱۹۴۸ بریتانیا شروع به ترک فلسطین نموده و سازمان ملل متحد با تقسیم فلسطین موافقت کرد و اسرائیل استقلال خود را اعلام نمود. بر اساس قطعنامه سازمان ملل متحد، بیت‌المقدس یک شهر بین‌المللی محسوب می‌شد اما هجوم سپاه اردنی این طرح را غیرممکن ساخت. مورخان بعدی نظیر رشید خلیدی بر ماهیت فدرالی فلسطینی‌ها تأکید کردند که از سوی مسیحیانی چون جرج حبش به عنوان مدل عربی ارائه شد.
با این وجود این طرح برای ارمنی‌ها که نه عرب و نه یهودی بودند اثری نداشت آن‌ها ارمنی و بی‌طرف بودند آن‌ها یک نیروی نظامی کوچک برای حمایت از محله خود تشکیل داده و دروازه‌ها را بستند.
در دوم اوت ۱۹۴۸، ارمنی‌ها به فولکه برنادوت در جهت کمک و حمایت از مذاکرات برای اماکن مقدسه شکایت نمودند اما نتیجه‌ای نداشت. برنادوت بعدها در گروه کوچک‌تری از نظامیان یهودی که نمی‌خواستند اکثر زمین‌ها را به عرب‌ها واگذار کنند مشارکت نمود. در این مدت محله ارمنی‌نشین چندین بار صحنه تاخت و تاز شد. در مورد تعداد ارمنی‌هاای که در بیت‌المقدس و سرزمین مقدس در سال ۱۹۴۸ باقی ماندند اتفاق نظر وجود ندارد. یک منبع جمعیت کلی را که هرگز فراتر از ۱۰٬۰۰۰ نفر نرفت و یک رقم هشت هزار نفری در طول مدت حاکمیت انگلیسی‌ها را برای ارمنیان ذکر می‌کند. این را باید خاطرنشان کرد که از سال ۱۸۷۰ تاکنون بین ۱۴۰۰۰ تا ۲۲۰۰۰ نفر در بیت‌المقدس زندگی می‌کنند که حضور کم ارمنی‌ها نیز اقلیت مهمی در میان این جمعیت تشکیل می‌دهد.

## حکومت بیت‌المقدس (۱۹۶۷ – ۱۹۴۸)
در ۱۹۶۲ ارمنیان با کاتولیک‌ها و ارتدوکس‌ها بر سر شروع به بازسازی کلیسای مقبره مقدس توافق کردند که بازسازی آن تا امروز ادامه دارد. ارمنی‌ها از اسرائیل جدا افتاده بودند و پاتریارک شروع به اجاره دادن ساختمان‌ها به شهرداری بیت‌المقدس و توسعه دهندگان آن‌ها نمود.

## از ۱۹۶۷ تاکنون
جنگ شش‌روزه در ۱۹۶۷ از سوی برخی در جامعه ارمنی به عنوان معجزه یاد می‌شد زیرا دو بمب منفجر نشده بعداً در یک دیر ارمنی کشف شدند با وجود این اعتقاد بر این است که آمار آن‌ها به شدت پائین آمده و قبل از ۱۹۶۷ بیش از ۲۰٬۰۰۰ ارمنی در اردن و اسرائیل زندگی می‌کردند.
امروزه تعدا آن‌ها به ۱۵۰۰۰ نفر کاهش یافته اما در دهه اخیر از این تعداد هم کمتر شده‌اند.
فروپاشی اتحاد شوروی درها را برای یک ارمنستان مستقل باز نمود. امروزه بیش از ۳۰۰۰ ارمنی در بیت‌المقدس زندگی می‌کنند. محله ارمنی‌نشین منزلگاه پانصد نفر از آنهاست و برخی از آن‌ها موقتاً در شهر سکونت داشته و به تحصیل در مدارس دینی یا تصدی وظایف گوناگون در کلیساها مشغولند. پاتریارک‌نشین مالک کل محله و نیز سایر اموال ارمنی‌ها در بیت‌المقدس غربی و سایر نقاط شهر است. مالیات این محله به کمک جوامع موفق ارمنی در آمریکا دریافت می‌شود. در ۱۹۷۵ یک مدرسه علوم دینی داخل محله تکمیل شد.
در ۱۹۸۷ نائومی شفرد گزارش داد که روحانیت ارتدوکس، سوری و ارمنی حاضر و جاری است اما شرائط گفتگو فراهم نیست. در این زمان او همچنین گزارش داد که تنها ۱۴۰۰۰مسیحی در شهر بیت‌المقدس زندگی می‌کنند.
پاتریارک‌نشین ارمنی هنوز مالک اموال باارزشی در غرب بیت‌المقدس و در ناحیه غربی دیوارهای قسمت قدیمی شهر است که بسیاری از آن‌ها اجاره داده شدند و متعاقباً اسقف اعظم شاهه عجمیان اموال غرب دیوارهای شهر قدیمی را برای خیابان بندی بهتر به دولت فروخت.